# Can Casassa
Can Casassa és una masia de Teià (Maresme) inclosa a l'Inventari del Patrimoni Arquitectònic de Catalunya.

## Descripció
Edifici aïllat ubicat dins del nucli urbà de Teià. De planta quadrangular, consta en alçada de planta baixa i dues plantes pis, la coberta és un terrat amb obertura al mig, que dona a un pati interior. La distribució de les obertures a la façana segueix un eix de simetria vertical d'estil neoclàssic. La planta baixa presenta un encoixinat amb tres obertures, seient la central de major alçada. Totes tres tenen columnes d'ordre jònic.
El primer pis té balcons per cadascuna de les obertures, seient tres, igual que a la planta baixa. Aquestes obertures destaquen pel frontó triangular amb volutes a manera de permòdols. El segon pis té obertures rectangulars delimitades per pilastres, aquestes obertures es troben encaixonades dins d'una imposta que envolta tot l'edifici. En les plantes pis, cada eix vertical està delimitat per una franja de carreus a manera de cadena que, a les cantonades, fa una cadena cantonera. L'acabat és arrebossat.
La casa està circumdada per un jardí.

## Història
A l'emplaçament que ara ocupa can Casassa, abans de l'any 1922, hi havia un carrer de cases.